# Biblioteca John Crerar
La biblioteca John Crerar es una biblioteca, que después de una larga historia de operaciones independientes, actualmente es operada por la Universidad de Chicago.
La biblioteca abrió por primera vez el 1 de abril de 1897 y lleva el nombre de John Crerar que ganó su fortuna por fundar una empresa de suministro de ferrocarril.

## Biblioteca
La actual estructura de cuatro pisos fue diseñado por al asociación Stubbins, y cuenta con superficie de 15 000 metros cuadrados (160 836 pies cuadrados) , con dimensiones de 135 pies (41 m) de este a oeste por 294 pies (90 m) de norte a sur, con un costo de  22 000 000 millones de dólares. El nuevo edificio tiene capacidad para 1,3 millones de volúmenes con 770 000 volúmenes en 27 millas (43 km) de estanterías convencionales y volúmenes de 530 000 en 12 millas (19 km) de estanterías compactas móviles.
El lema oficial de la Biblioteca John Crerar está grabado en su actual edificio: Non est qui Mortuus scientiam vivificavit.
Existe una colección poco particular de 27 000 libros con obras de Copérnico, Leonardo da Vinci, Descartes, Franklin y Newton.